# Марк Емілій Скавр (консул 115 до н. е.)
Марк Емілій Скавр (лат. Marcus Aemilius Scaurus; 163 до н. е. — 88 до н. е.) — давньоримський державний діяч, консул 115 р. до н. е., цензор 109 р. до н. е. Вважається одним з найбільш талановитих і впливових політиків Римської республіки.

## Ранні роки
Марк Емілій Скавр належав до  збіднілого патриціанського роду Еміліїв. Щоб підтримати родину, його батько став торговцем вугіллям. Однак сам Скавр, який змолоду вивчав красномовство, відмовився від комерційної діяльності (яка була заборонена для сенаторів) і присвятив себе політиці.
Кар'єра Скавра почалася з посади військового трибуна в провінції Іспанія. Там він імовірно брав участь у війні з Нуманцією та заслужив прикрашений шолом; потім служив у Сардинії під командуванням Луція Аврелія Ореста. Входив до колегії понтифіків. У 122 р. до н. е. був курульним еділом у справах громадських розваг, а пізніше, 120 р. до н. е. — претором. Того ж року його обрали принцепсом сенату. До 117 р. до н. е. вже мав значний політичний вплив; був одним з небагатьох нобілів, які відмовилися прийняти хабар від Югурти.

## Консульство
У 116 р. до н. е. Скавр програв консульські вибори, але наступного, 115 р., таки став консулом разом з Марком Цецилієм Метеллом. Після виборів його суперник, Публій Рутілій Руф, звинуватив Скавра у підкупі виборців, але той був виправданий і в свою чергу звинуватив суперника у тому ж, але також невдало.
Під час свого консульства Скавр провів закони про розкіш та про порядок голосування вільновідпущеників в коміціях. Вдало воював в Галлії та проти альпійських племен, за що був відзначений тріумфом. З 115 р. до н. е. і до своєї смерті у 88 р. до н. е. був принцепсом сенату та головою консервативної сенатської фракції.

## Подальша політична діяльність
У 112 р. до н. е. очолював посольство до Югурти, але не домігся від нього поступок. У 111 р. до н. е. служив легатом Луція Кальпурнія Бестії у війні проти Югурти. Наступного, 110 р., входив до складу комісії, що розслідувала справу з отримання римськими посадовими особами хабарів від Югурти, хоча сам був підозрюваним.
У 109 р. до н. е. Скавр був цензором. Відремонтував Мульвієв міст та збудував Емілієву дорогу (лат. Via Aemilia Scaura). Після смерті свого колеги, Марка Лівія Друза, всупереч традиції залишався на посаді доти, поки народні трибуни не змусили його скласти повноваження.
У 106 р. до н. е. свідчив у суді проти Гая Меммія та Гая Флавія Фімбрії, яких звинувачували у здирстві, але згодом виправдали. У 104 р. до н. е. був призначений куратором продовольства замість квестора Луція Сатурніна, що спричинило ворожнечу між ними. Близько 103 р. до н. е. був звинувачений Гнеєм Агенобарбом у неналежному виконання жрецьких обов'язків, але був виправданий.
У 100 р. до н. е. Скавр брав участь у придушенні руху Сатурніна. У 96 р. до н. е. чи пізніше Скавр свідчив у суді проти Гая Норбана, якого звинувачували в ображенні величі римського народу, але не домігся його засудження. Імовірно, близько 96 р. до н. е. був легатом чи послом в Азії; у зв'язку з цим наприкінці 92 р. чи на початку 91 р. до н. е. звинувачувався Квінтом Цепіоном, Марком Брутом і Гнеєм Долабеллою у здирництві та отриманні хабара від Мітрідата, але був виправданий і, в свою чергу, звинуватив Цепіона, але невдало. У 90 р. до н. е. знову був звинувачений Цепіоном у підбуренні італійських союзників до повстання та був виправданий.
Помер 88 р. до н. е.

## Творчість
Був свого часу відомим як видатний красномовець. У його доробку також є «Спогади» у 3 книгах. Дотепер збереглися лише окремі уривки.

## Родина
Марк Емілій Скавр був двічі одружений. Від першої мав сина Марк Емілія Скавра. Його другою дружиною була Цецилія Метелла Далматіка, яка пізніше стала третьою дружиною Луція Корнелія Сулли. Від цього шлюб Скавр мав двох дітей: сина Марка Емілія Скавра, претора 56 р. до н. е. та доньку Емілію Скавру, згодом — другу дружину Помпея.
Від першого шлюбу з невідомою жінкою мав сина Емілія Скавра, який у 102 р. до н. е. служив у кінноті під командуванням Квінта Лутація Катула. Під час битви з кімврами проявив боягузтво і втік з поля бою. Дізнавшись про це, Скавр заборонив сину з'являтися перед очима, і від сорому юнак покінчив життя самогубством.